# 北西部州 (スリランカ)
北西部州（ほくせいぶしゅう、シンハラ語: වයඹ පළාත、タミル語: வட மேல் மாகாணம்、英語: North Western Province）は、スリランカの北西部に位置する州。人口237万人、面積7,888 km2。ワヤンバ (Wayamba) という名でも知られている。州都はクルネーガラ。住民の大多数はシンハラ人である。プッタラム周辺には、少数民族のスリランカ・ムーアが居住する。主な産業は漁業、エビの養殖、ゴムノキのプランテーションである。

## 地理
スリランカの北西部に位置し、北部州、北中部州、中部州、サバラガムワ州、西部州に接する。西はマンナール湾に面する。

### 行政区画

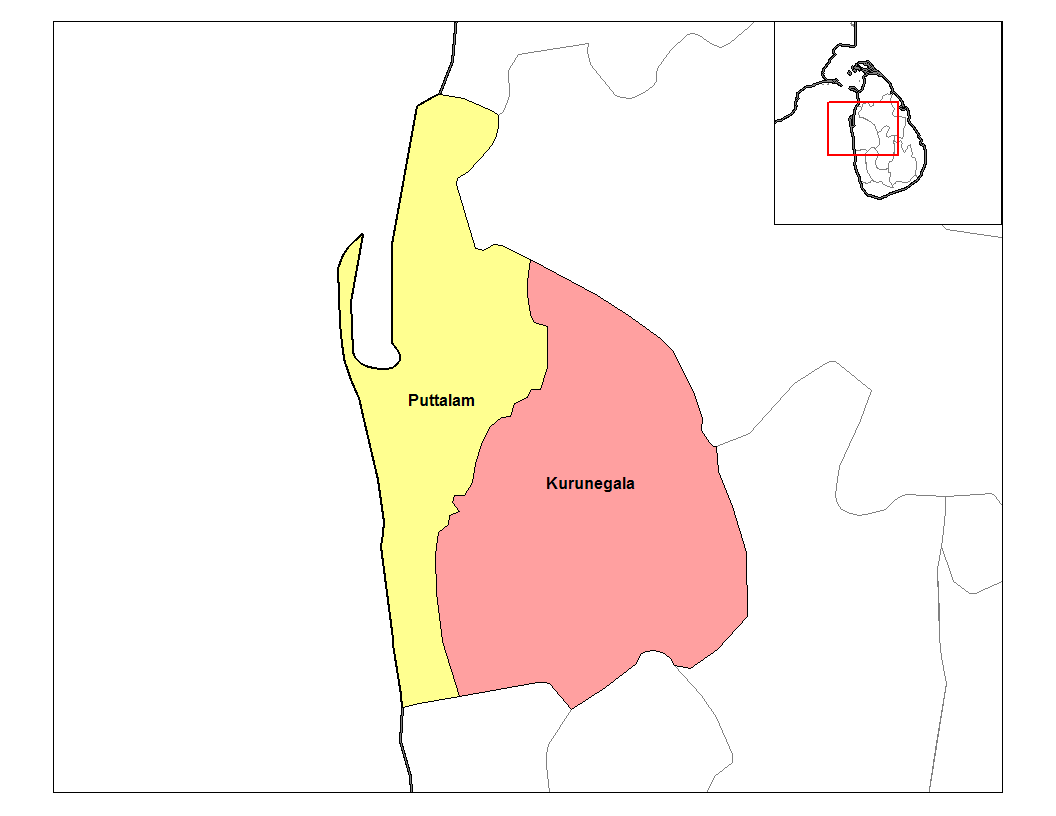
北西部州の行政区画

北西部州は2つの県から構成される。
- クルネーガラ県 4,816 km2
- プッタラム県 3,072 km2

### 主要な都市及び町
- クルネーガラ - Municipal Council
- プッタラム - Urban Council
- クリヤピティヤ（英語版） - Urban Council
- チラウ - Urban Council

## 交通
道路
- A6: アンベプッサ – クルネーガラ – ダンブッラ – トリンコマリー (192 km)
- A10: カトゥガストタ – クルネーガラ – プッタラム (125 km)
- A12: プッタラム - アヌラーダプラ - トリンコマリー (179 km)

鉄道
- コロンボ - ラーガマ - ポルガハウェラ（英語版） - クルネーガラ - マーホ - アヌラーダプラ。Rajarata Rajini（北中部地方の女王）号が運行。
- コロンボ - ラーガマ - ニゴンボ - チラウ - Bangadeniyaとプッタラム。Muthu Kumari（真珠の姫）号が運行。西海岸を走る134 kmの路線。